# Cliff Fletcher

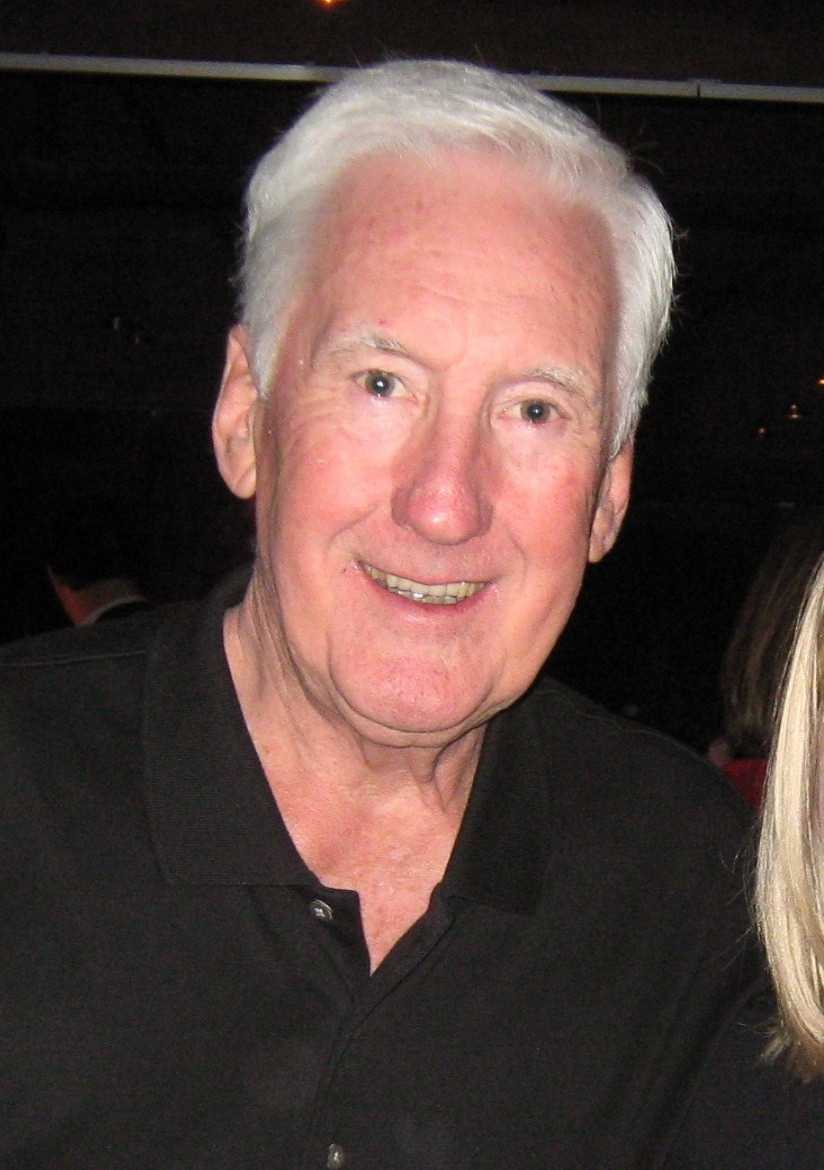
Cliff Fletcher, 2009

Clifford „Cliff“ Fletcher (* 16. August 1935 in Montréal, Québec) ist ein kanadischer Eishockeyfunktionär. Als General Manager leitete er fast 20 Jahre lang die Geschicke des Franchise der Atlanta/Calgary Flames und gewann mit dem Team im Jahre 1989 den Stanley Cup. Später war er in gleicher Funktion bei den Phoenix Coyotes sowie bei den Toronto Maple Leafs tätig, bei denen er bis heute eine Position als Berater innehat. 2004 wurde er in die Hockey Hall of Fame gewählt.

## Karriere

### Beginn und Erfolge mit den Flames
Cliff Fletcher, der auf höherem Niveau nie aktiv Eishockey spielte, begann seine Karriere im Jahre 1956 bei den Canadiens de Montréal aus der National Hockey League (NHL), für die er als Scout sowie später als General Manager von deren Juniorenteam tätig war. 1966 wurde er als Scout von den neu gegründeten St. Louis Blues eingestellt, bei denen er in der Folge zum Assistenten des General Managers befördert wurde und somit unter Lynn Patrick und Scotty Bowman arbeitete.
1972 wurde Fletcher zum ersten General Manager der Atlanta Flames ernannt, die zur Saison 1972/73 der NHL beitraten. Er leitete die Geschicke des Teams in der Folge fast 20 Jahre, wobei die Flames im Jahre 1980 nach Calgary verkauft wurden und dort fortan als Calgary Flames firmierten. Aufgrund des Stils seines Managements, der von zum Teil spektakulären und risikoreichen Transfers geprägt war, erhielt er in dieser Zeit den Spitznamen „Trader Cliff“. Es gelang ihm, mit den Flames eines der besten Teams der NHL zusammenzustellen, das unter ihm 16 Playoff-Teilnahmen in Folge verzeichnete und schließlich im Jahre 1989 den Stanley Cup gewann. Zu den bedeutendsten Spielern, die der Kanadier während seiner Amtszeit bei den Flames per Transfer verpflichtete, zählen unter anderem Lanny McDonald, Doug Gilmour, Sergei Makarow und Joe Mullen, die später allesamt in die Hockey Hall of Fame aufgenommen wurden. Über den Draft verstärkte er das Team unter anderem mit Joe Nieuwendyk, Al MacInnis, Gary Suter, Jim Peplinski und Mike Vernon. Außerdem betreute er in dieser Zeit die kanadische Nationalmannschaft als General Manager beim Canada Cup 1981, wo das Team die Silbermedaille gewann.

### Toronto, Tampa und Phoenix
1991 verließ Fletcher die Flames, um in gleicher Funktion die Toronto Maple Leafs zu übernehmen, wo er parallel als Präsident fungierte. Als deren General Manager wickelte er noch in seinem ersten Jahr einen zehn Spieler umfassenden Transfer mit Doug Risebrough, seinem Nachfolger in Calgary ab, mit dem er unter anderem Doug Gilmour nach Toronto holte, der dort später mit der Frank J. Selke Trophy geehrt wurde. Zudem verpflichtete er Pat Burns, der wenig später mit dem Jack Adams Award als bester Cheftrainer der Liga ausgezeichnet wurde. 1993 und 1994 erreichten die Maple Leafs das Conference-Finale, verpassten allerdings jeweils den Einzug ins Stanley-Cup-Endspiel. Nach sechs Jahren in Toronto übergab Fletcher 1997 an Ken Dryden und beendete inoffiziell seine Karriere. 1999 war er kurzzeitig in beratender Rolle bei den Tampa Bay Lightning tätig, bevor er im Februar 2001 von den Phoenix Coyotes als General Manager und Senior Vice-President of Hockey Operations eingestellt wurde. Die Rolle des General Managers übergab er wenig später an Michael Barnett, während er bis 2007 als Vizepräsident in Arizona tätig war.
2004 wählte man ihn in die Hockey Hall of Fame, nachdem er für die Institution zuvor bereits im Board of Directors tätig war. Außerdem war er zeitweise im Aufnahmekomitee vertreten. 2007 kehrte Fletcher zu den Toronto Maple Leafs zurück und übernahm im Jahre 2008 interimsweise die Rolle des General Managers erneut, ist aber seither ausschließlich in beratender Funktion (Senior Advisor) tätig.

## Erfolge und Auszeichnungen
- 1981 Silbermedaille beim Canada Cup
- 1989 Stanley-Cup-Gewinn mit den Calgary Flames
- 2004 Aufnahme in die Hockey Hall of Fame

## Persönliches
Sein Sohn Chuck Fletcher ist ebenfalls als Funktionär in der NHL tätig, unter anderem als General Manager der Florida Panthers und der Minnesota Wild.